# جاده ئی۵۸ اروپا
جاده ئی۵۸ اروپا (به انگلیسی: European route E58) یکی از جاده‌های اصلی قاره اروپا است.
این جاده که از شهر ساتلدت (اتریش) شروع شده، در شهر روستوف-نا-دونو (روسیه) به پایان میرسد و مسافت آن ۲۲۰۰ کیلومتر است.